# Mem (informace)
Mem (někdy se můžeme setkat i s verzí mém) je termín pro kulturní obdobu genu – replikující se jednotku kulturní informace. Tento termín poprvé použil v roce 1976 ve své knize Sobecký gen Richard Dawkins. Slovo mem je odvozeno z řeckého mimema – napodobovat.
Evoluce nemusí být nutně postavena jen na replikaci DNA, ale jejím principem je šíření jakékoli informace, která podléhá změnám (mutacím) a selekčnímu tlaku.[zdroj?] Memy se rozšiřují jak z generace na generaci, tak i komunikací s nepříbuzným okolím (tato teorie předávání memů v podstatě souhlasí s pojetím evoluce dle Jean-Baptiste Lamarcka – lamarckismem). Teorie o existenci memů, jakožto kulturních dědičných informací v lidských mozkových (podle některých teorií i rostlinných a zvířecích) buňkách je evoluční psychologii kritizována jako pseudověda.[zdroj⁠?!]
Susan Blackmoreová ve své knize The meme machine (v češtině vyšla pod názvem „Teorie memů“) memy popisuje jako neovladatelné a neumlčitelné. Před memetickou evolucí není možné uniknout. Dokonce i náš vnitřní obraz sebe sama je dle ní pouhou vítěznou skupinou memů, které nás momentálně ovládají.
Jiný výraz pro mem je kulturgen, jenž se ale příliš neujal.

## Typy memů
Některé memy jsou jednoduché, například básnička, recept či melodie, jiné (těm se pak říká memplex) jsou komplikovanější – třeba náboženská víra nebo politické přesvědčení. Memem je samozřejmě i samotná teorie memů.

## Šíření
Memy se šíří bez ohledu na jejich účelnost pro člověka. Existují v nejrůznější škále od výhodných, naprosto neškodných, přes neutrální, až po škodlivé (přičemž hodnocení škodlivosti nebo užitečnosti určitých jevů je rovněž memem). Příkladem jsou memy typu kuřáctví, závislost na drogách, nápodoba destruktivního chování – násilí, sebevražda.
Memetikové[zdroj?] popisují dva způsoby šíření. Jednak vertikální (mezigenerační) přenos stylem prarodiče – rodiče – děti – jejich potomci – … atd. Především se takto učíme základním vzorcům chování, získáváme též nové dovednosti (např. babička naučí svou vnučku plést). Při vertikálním přenosu se memy šíří s geny. Lze konstatovat, že to, co prospívá genům, současně prospívá i memům. Geny a memy tedy jistým způsobem „spolupracují“.
Horizontálním procesem je pak myšleno předávání memů mezi vrstevníky. Zatímco rodič se většinou snaží svého potomka naučit adaptivním formám a vzorcům chování, mezi příslušníky stejné generace, popřípadě od nerodičovských autorit, jsme schopni často pochytit memy i prokazatelně škodlivé (vykořisťování aj.).

## Vztah memů
Podobně jako sobecké geny, mohou i memy vzájemně spolupracovat (například mem liberální demokracie s memem sekularismu)[zdroj?], nebo spolu soupeřit. V případě spolupráce se sdružují v memplexy. Memplex je seskupením memů, jež se množí většinou společně, protože je to výhodnější a efektivnější.
Vysoce komplexními memplexy jsou pak různé náboženské nauky či vědecké teorie.

## Kritika
Mezi kritiky patří například mexický vědec Luis Benítez-Bribiesca, který toto považuje za pseudovědu. Dále například biolog Ernst Mayr.